# Elton Giovanni Machado
Elton Giovanni Machado (Porto Alegre, 3 de setembre de 1983) és un futbolista professionalbrasiler, que ocupa la posició de migcampista.
Ha desenvolupat gairebé tota la seua carrera al Brasil, jugant a equips com Grémio, Santos o Atlético Mineiro. La temporada 06/07 va formar amb el Deportivo Alavés, a la primera divisió espanyola.